# 蒲原久四郎
蒲原 久四郎（かんばら きゅうしろう、1874年（明治7年）5月18日 - 1933年（昭和8年）1月29日）は、日本の逓信官僚。朝鮮総督府官僚。

## 経歴
佐賀県出身。1901年（明治34年）、東京帝国大学法科大学政治科を卒業し、高等文官試験に合格した。通信事務官・東京郵便電信学校教授、神戸郵便局監理課長、横浜郵便局監理課長、鹿児島郵便局長、逓信書記官・経理局検査課長、新潟逓信管理局長、名古屋郵便局長、西部逓信局総務部長、通信局規画課長、臨時電信電話建設局広島出張所長、朝鮮総督府逓信局長を歴任した。
1933年（昭和8年）1月29日、糖尿病のため朝鮮京城府東四軒町（現大韓民国ソウル特別市中区奨忠洞）の自宅で死去、58歳。前年10月より糖尿病で療養していた。